# Faustina Sáez de Melgar
Faustina Sáez de Melgar (Villamanrique de Tajo, Madrid, 15 de febrer de 1834 - íd., 19 de març de 1895), escriptora i periodista espanyola, editora de premsa  traductora. Abolicionista i defensora de l'educació de les dones. Va ser mare de la pintora i fotògrafa Gloria Melgar Sáez.

## Biografia
Faustina Sáez i Soria era una dels dotze fills del matrimoni format per Silverio Rafael Sáez i Garillete i Tomasa Sánchez de Soria. Ja als nou anys va començar a escriure els seus primers textos literaris, activitat en què va persistir malgrat l'oposició del seu pare. Als disset va publicar el seu primer poema a El Correo de la Moda; un any després ja era col·laboradora assídua d'aquesta i d'altres revistes com Àlbum de Señoritas i Ellas.
Esva casar amb Valentín Melgar i Chicharro, funcionari de l'Estat, amb qui s'instal·là a Madrid, on tingué possibilitat de desenvolupar la seva carrera literària. El seu marit va exercir diversos càrrecs a Espanya i a províncies d'ultramar com les Filipines, Cuba o Puerto Rico. A Madrid va morir el seu primer fill el 1858, l'any següent va publicar el seu poemari La lira del Tajo en record del seu fill i África y Espanya, versos sobre la recent guerra del Marroc, aquest mateix any va néixer la seva filla Glòria.
El 1860 va obtenir el seu primer gran èxit amb la novel·la La pastora del Guadiela; des de llavors, convertida en una celebritat, va publicar narrativa extensa amb regularitat i va col·laborar en tot tipus de diaris i revistes: El Trono y la Nobleza, La Antorcha, El Occidente, La Aurora de la Vida, El Museo Literario, El Museo Universal, La Iberia, Los Sucesos, La Mujer, La Ilustración de Madrid, El Recreo de las Familias, La Moda Elegante Ilustrada, El Bazar, El Salón de la Moda, El Resumen, La Edad Dichosa, La Discusión, La Época, El Correo de Ultramar (de París), El Siglo (de l'Havana) i La Concordia (de Caracas). Va dirigir a més La Violeta (de Madrid), La Canastilla Infantil i Paris Charmant Artistique (de París). El 1873 nasqué la seva filla Virginia i en 1880 es traslladà a París, sense el seu marit (des del 1880 al 1887), que estava destinat a Cuba. Es va afiliar a l'Association Littéraire Internationale, cosa que la va ajudar a fer-se un lloc a la societat de la capital francesa. Va ser directora de la publicació en castellà del Paris Charmant Artistique i del Centre Littéraire Internationale. La seva posició en aquesta institució va fer que aconseguís els drets de publicació per a Espanya d'autors de renom com Émile Zola.
Per la seva activa presència a la cultura del seu temps es va preocupar de tot tipus de causes socials i es va sumar al Comitè de Senyores de la Societat Abolicionista Espanyola. Va presidir el Ateneo Artístico y Literario de Señoras (1869). Va ser una activa defensora de l'abolicionisme i de l'anomenat feminisme de la diferència, que no reclamava l'emancipació femenina, ni la igualtat de drets amb l'home, sinó que advocava per una educació més gran per a les dones amb l'únic objectiu de tenir uns coneixements bàsics per mantenir converses amb l'espòs, i preservar la figura de l'«àngel de la llar».

## Escrits

### Editora de premsa
Faustina Sáez de Melgar va ser la fundadora i directora la revista La Violeta, Gaceta ilustrada del hogar doméstico (8/1/1865-26/12/1892). La publicació, d'ideologia neocatòlica, arribà a ser de subscripció obligatòria per a les Escoles Normals de Mestres i llibre de text oficial d'instrucció primària, per Real Ordre d'Isabel II.
També va exercir el càrrec de directora en altres publicacions similars com ara:
- La Mujer,
- La Canastilla Infantil i[3]
- Paris charmant artistique, que era una publicació francesa.[6]

### Traduccions
Sáez de Melgar va dur a terme una gran labor com a traductora. Entre els seus treballs:
- Los dramas de la bolsa (1884), de Pierre Zaccone.
- Los vecinos (1883), de Fedrika Bremer.
- La sociedad y sus costumbres (1883, de Madame de Waddeville.
- Flores y perlas (1889), on va traduir diverses composicions poètiques de Carmen Sylva, reina de Romania, algunes de les quals estan recollides en aquest volum.

### Poesia
- La lira del Tajo, 1859.

### Narrativa
- La pastora de Guadiela (Madrid: Bernabé Fernández, 1860), molt reimpresa.
- La marquesa de Pinedes (Madrid: Bernabé Fernández, 1861), continuació de l'anterior.
- Los miserables de España o Secretos de la Corte (Barcelona: Vicente Castanys, 1862-63), 2 vols.
- Matilde o El ángel de Val de Real (Madrid: Manuel de Rojas, 1862).
- La higuera de Villaverde. Llegenda tradicional (Madrid: Impremta de Bernabé Fernández, 1860). Conté la seva primera biografia a càrrec de María Pilar Sinués Navarro.
- Ecos de la gloria. Leyendas históricas (Madrid: Antonio Pérez Dubrull, 1863).
- Ángela o El ramillete de jazmines (Madrid: R. Vicente, 1865-1866). 3 volums.
- Adriana o La quinta de Peralta (Madrid: F. de Rojas, 1866).
- La loca del encinar (Madrid: Impremta J. A. García, 1867).
- Amar después de la muerte (Barcelona: Impremta Verdaguer, 1867). Segona part de la novel·la Adriana o La quinta de Peralta (Madrid, 1866).
- La cruz del olivar (Madrid: F. Peña, 1868). Novel·la.
- "María la cuarterona o la esclavitud en las Antillas" (1868). Text aparegut en La Iberia, en el seu número del 24 d'octubre de 1868.
- Rosa, la cigarrera de Madrid (Barcelona: Impremta Hispana i Juan Pons, 1872 i 1878 [2 vols.]).
- "El hogar sin fuego" (La Iberia, 18 de juliol de 1876). Va ser traduïda a l'italià (en versió que també va collir un important èxit).
- La abuelita (Barcelona: Llibreria de Juan i Antonio Bastinos ed., 1877). Relats agrupats sota el pseudònim genèric de "Cuentos de la aldea").
- Inés, o La hija de la caridad (Madrid: Rojas, 1878 [2 vols.]).
- Sendas opuestas (Madrid: Rojas, 1878). Al final, una altra narració de l'autora: La bendición paterna.
- El collar de esmeraldas(Madrid: Pedro Núñez, 1879).
- El deber cumplido (Madrid: Pedro Núñez, 1879). Al final, la ja citada novel·la de La loca del encinar.
- Aurora y felicitat (Barcelona: Salvador Manero, 1881). Novel·la costumista.
- Fulvia o Los primeros cristianos (Madrid, 1889). Novel·la històrica.
- El trovador del Turia (Memòries d'una religiosa) (Madrid: Impremta de "La Garlanda", 1890). En la mateixa edició es reprodueixen «El hogar sin fuego» i «La bendición paterna».
- Alfonso el Catolico (Madrid: Fernando Fe, s. a.)

### Teatre
- Contra indiferencia, celos, Madrid: José Rodríguez, 1875, joguina còmica.
- La cadena rota, (Madrid: F. Macías, 1879). Drama abolicionista en vers.

### Articles i assajos
- Deberes de la mujer  (Madrid: R. Vicente, 1866).
- Un libro para mis hijas. Educación cristiana y social de la mujer (Barcelona: Llibreria de Juan i Antonio Bastinos ed., 1877).
- Epistolario manual para señoritas (Barcelona: Llibreria de Juan i Antonio Bastinos ed., 1877).

### Antologies
- Páginas para las niñas (Barcelona: Impremta de J. Jepús, 1881). Llibre oficial de lectures en l'ensenyament escolar espanyol, per Real Ordre de 20 de desembre de 1886 i 12 de maig de 1885.
- La semana de los niños (París: Ch. Bouret, 1882). "Lectures instructives per a la infància".
- Romances históricos y lecturas amenas para los niños de ambos sexos en las escuelas y las señoritas adolescentes (Madrid: Impremta de Ramón Angulo, 1888).
- Las Españolas, Americanas y Lusitanas pintadas por sí mismas (1886).